# Bruno Lezzi
Bruno Lezzi (* 13. Juni 1945 in Zürich; † 25. Juni 2023 ebenda) war ein Schweizer Militärhistoriker, Journalist und Generalstabsoffizier. Er arbeitete viele Jahre als Sicherheitsexperte für die Neue Zürcher Zeitung und publizierte in diesem Bereich. Er war zudem Mitarbeiter beim schweizerischen Nachrichtendienst und Mitglied der Ausserparlamentarischen Kommission für militärische Einsätze der Schweiz zur internationalen Friedensförderung und der Milizkommission C VBS.

## Leben
Lezzi war Schüler am  Zürcher  Literargymnasium, sein Geschichtslehrer war Walter Schaufelberger. Er studierte Geschichte (lic. phil.) und wurde 1975 bei Schaufelberger, dem Nestor der Schweizer Militärgeschichte, an der Philosophischen Fakultät I der Universität Zürich mit der Dissertation 1914. General Ulrich Wille und die Kriegsbereitschaft der schweizerischen Armee zum Dr. phil. promoviert. Bereits nach Veröffentlichung wurde die Dissertation ausserordentlich positiv durch den Doktorvater in der Allgemeinen Schweizerischen Militärzeitschrift rezensiert. Die Arbeit über Ulrich Wille gehört heute zur wichtigsten Sekundärliteratur zum Thema.
Als Leutnant war er in der Schweren Füsilier Kompanie IV/63 (Minenwerfer) eingeteilt, später kam er als wissenschaftlicher Beamter zum Stab der Gruppe für Generalstabsdienste. Von 1977 bis 1983 war er Stabsoffizier für die Stabsführung der Untergruppe Nachrichtendienst und Abwehr (UNA, heute: Nachrichtendienst des Bundes) im Eidgenössischen Militärdepartement. In der Schweizer Armee war er zuletzt (bis 2008) als Milizoffizier im Rang eines Generalstabsobersten in der Sachgruppe Strategie des Armeechefs.
Von 1984 bis 2009 war er bei der Neuen Zürcher Zeitung (NZZ) Innenredaktor, zuständig für Sicherheits- und Verteidigungspolitik. 1996 gehörte er zu den sogenannten Gelbmützen, der Swiss Headquarters Support Unit in Bosnien-Herzegowina. Dort fertigte er für das Aussendepartement eine Arbeit an. Ausserdem war er als Journalist in Afghanistan, in Tschetschenien und im Kosovo im Einsatz. Dort interviewte er u. a. General Klaus Reinhardt, Befehlshaber der KFOR-Friedenstruppe. Ein weiteres Interview führte er mit General David D. McKiernan, Kommandeur der internationalen Schutztruppe für Afghanistan (ISAF). Eingehend widmete er sich der österreichischen Sicherheitspolitik, in Vorbereitung dessen er auch Offiziere des Bundesheeres zum Balkaneinsatz befragte.
Lezzi war Lehrbeauftragter für schweizerische Sicherheitspolitik am Institut für Politikwissenschaft der Universität Zürich. Er lud hochrangige Gastreferenten wie André Blattmann, Martin Dahinden, Hans-Lothar Domröse, Adolf Ogi und Markus Seiler ein. Lezzi nahm als Referent und Diskutant an Tagungen teil wie der zu „Karl Schmid als strategischer Denker“ (1997) und zu „Peace Support Operations“ (2004), ausgerichtet durch die Forschungsstelle für Sicherheitspolitik (und Konfliktanalyse) der ETH Zürich. 2005 moderierte er anlässlich des Symposiums „Liechtenstein – 10 Jahre im EWR. Bilanz, Herausforderungen, Perspektiven“ eine Podiumsdiskussion mit Otmar Hasler, Hans Brunhart, Josef Biedermann und Michael Stürmer am Liechtenstein-Institut in Bendern.
Beim Brandenburgischen Institut für Gesellschaft und Sicherheit gehörte er dem Arbeitskreis Risikokommunikation an. Darüber hinaus ist er Mitglied des International Institute for Strategic Studies (IISS) in London und Beiratsmitglied der Clausewitz-Gesellschaft. Lezzi war zudem Mitglied der Ausserparlamentarischen Kommission für militärische Einsätze der Schweiz zur internationalen Friedensförderung (PSO-Kommission), die das Eidgenössische Departement für auswärtige Angelegenheiten (EDA) und das Eidgenössische Departement für Verteidigung, Bevölkerungsschutz und Sport (VBS) beriet, und der vom Bundesrat Ueli Maurer (SVP), Vorsteher des VBS, initiierten Milizkommission C VBS.
Lezzi trat wiederholt im Schweizer Radio und Fernsehen als Experte auf u. a. bei der Tagesschau.  Als solcher wird er auch bei ausländischen Medien wie der Süddeutschen Zeitung und Der Standard (Österreich) betrachtet.
Verheiratet war er mit der Klassischen Archäologin Adrienne Lezzi-Hafter.

## Auszeichnungen
- 2012: Ehrenmitgliedschaft des Internationalen Liechtensteiner Presseclubs (LPC)[28]

## Veröffentlichungen (Auswahl)

### Monografien
- 1914. General Ulrich Wille und die Kriegsbereitschaft der schweizerischen Armee (= Studien zur Militärgeschichte, Militärwissenschaft und Konfliktsforschung. Band 13). Biblio Verlag, Osnabrück 1975, ISBN 3-7648-1059-9 (= Dissertation).
- Armee unter Druck. Auf der Suche nach einem neuen Rollenverständnis (= NZZ-Fokus. Nr. 38). Neue Zürcher Zeitung, Zürich 2009.
- Von Feld zu Feld. Ein Leben zwischen Armee, Journalismus und Politik. Edition Königstuhl, St. Gallenkappel 2022, ISBN 978-3-907339-26-8.

### Aufsätze in Fachzeitschriften
Lezzi ist Autor zahlreicher Aufsätze u. a. in der Allgemeinen Schweizerische Militärzeitschrift sowie als Rezensent in der Schweizerischen Zeitschrift für Geschichte. Nachfolgend eine Auswahl von Zeitschriften, in denen er veröffentlichte:
- Ulrich Wille und Fritz Gertsch als Redaktoren der «Allgemeinen Schweizerischen Militärzeitung». In: Allgemeine Schweizerische Militärzeitschrift. Band 137 (1971), Heft 11, S. 745 ff.
- mit Hartmut Bühl, Dominique Pennachioni: Die Legitimation von Streitkräften. In: Der Mittler-Brief, 4 (1989) 3, S. 1 ff.
- Journalismus und Militär – eine schwierige Partnerschaft. In: Österreichische Militärische Zeitschrift, 1/1998, S. 35 ff.
- Streitkräfte und Öffentlichkeitsarbeit. In: Truppendienst, Folge 263, Ausgabe 3/2002, S. 228 ff.
- Die Schweiz ringt um eine neue Sicherheitspolitik. In: Europäische Sicherheit, 1/2010, S. 87 ff.

### Beiträge
Er veröffentlichte mehrere Beiträge in Sammelbänden und Jahrbüchern u. a. auch ein Vorwort in Albert A. Stahels Klassiker der Strategie – eine Bewertung (4. Auflage 2004).
- Die demokratische Kontrolle der Streitkräfte in Bosnien-Hercegovina. In: Marie-Janine Calic (Hrsg.): Friedenskonsolidierung im ehemaligen Jugoslawien. Sicherheitspolitische und zivile Aufgaben. SWP S 413, Stiftung Wissenschaft und Politik, Forschungsinstitut für Politik und Sicherheit, Ebenhausen 1996, S. 49 ff.
- Welche Voraussetzungen haben sich im Bereich der Führung gegenüber dem Bericht Schmid verändert?. In: Kurt R. Spillmann, Hans Künzi (Hrsg.): Karl Schmid als strategischer Denker. Beurteilungen aus historischer und aktueller Perspektive. Bericht und Auswertung der Tagung vom 1. Juli 1997 (= Zürcher Beiträge zur Sicherheitspolitik und Konfliktforschung. Nr. 45). Forschungsstelle für Sicherheitspolitik und Konfliktanalyse, Zürich 1997, ISBN 3-905641-54-2, S. 65 ff.
- Die Gemeinsame Aussen- und Sicherheitspolitik der Europäischen Union. In: Peter Boehringer, Walter Jacob (Hrsg.): Die Europäische Union. Wesen, Struktur, Dynamik. Zwölf Beiträge zu einem vertieften Verständnis der europäischen Integration. Mit Synopsen, Materialien und Kommentaren zur Situation nach Abschluss der Regierungskonferenz 1996/97. Schulthess, Polygraph. Verlag, Zürich 1997, ISBN 3-7255-3671-6, S. 133 ff.
- Beitrag. In: Kulturkommission Kanton Schwyz (Hrsg.): «Die 29er». Geschichte und wehrpolitisches Umfeld des Gebirgsinfanterie-Regiments 29. Verlag Schwyzer Hefte, Schwyz 2000, ISBN 978-3-909102-38-9.
- Schweizerisches militärisches Engagement im Ausland. Öffentliche Meinung und Anforderungen an die Information und Kommunikation seitens der Armee. In: Hans Eberhart, Albert A. Stahel (Hrsg.): Schweizerische Militärpolitik der Zukunft. Sicherheitsgewinn durch stärkeres internationales Engagement. Verlag Neue Zürcher Zeitung, Zürich 2000, ISBN 3-85823-849-X, S. 119 ff.
- Die schweizerische Sicherheitspolitik – eine tagespolitische Bewertung. In: Landesverteidigungsakademie (Hrsg.): Die Entwicklung der sicherheitspolitischen Situation Schweiz – Österreich. GCSP-Tagungsbericht (= Schriften der Landesverteidigungsakademie). Wien 2000, ISBN 3-901328-49-1, S. 29 ff.
- Zwischen Öffnung und Abschottung. Mühevolle Kurskorrekturen der schweizerischen Sicherheitspolitik. In: Erich Reiter: Jahrbuch für internationale Sicherheitspolitik. Mittler, Hamburg 2000, ISBN 3-8132-0711-0, S. 323 ff.
- Experience as a newcomer. Switzerland's contribution to international peace support operations. In: Kurt R. Spillmann, Thomas Bernauer, Jürg M. Gabriel, Andreas Wenger (Hrsg.): Peace support operations. Lessons learned and future perspectives (= Studien zu Zeitgeschichte und Sicherheitspolitik. Vol. 9). Lang, Bern u. a. 2001, ISBN 3-906768-21-X, S. 213 ff.
- Forum 2009 der Clausewitz-Gesellschaft in Luzern. In: Jahrbuch der Clausewitz-Gesellschaft, Band 5,  Hamburg 2009, ISBN 978-3-9810794-4-9, S. 142 ff.
- Beitrag. In: Paul Schneeberger (Hrsg.): Schweizer Mobiliar. Ikonen des öffentlichen Raums (= NZZ Libro). Verlag Neue Zürcher Zeitung, Zürich 2010, ISBN 978-3-03823-608-5.

### Diskussionspapier
- Wider die sicherheits- und verteidigungspolitische Stagnation. Für eine Neubelebung der Diskussion auf politisch-strategischer Ebene. Diskussionspapier, Avenir Suisse, 3/2011, S. 5 ff. (ein weiterer Autor) (Digitalisat)